# Josef Kuwasseg
Pour les articles homonymes, voir Kuwasseg.
 (février 2025).
Si vous disposez d'ouvrages ou d'articles de référence ou si vous connaissez des sites web de qualité traitant du thème abordé ici, merci de compléter l'article en donnant les références utiles à sa vérifiabilité et en les liant à la section « Notes et références ».
Josef Kuwasseg, né le 25 novembre 1799 à Trieste (Empire d'Autriche) et mort le 19 mars 1859 à Graz (Autriche), est un artiste peintre paysagiste, aquarelliste et lithographe autrichien.

## Biographie
Fils d’un marchand, il est l’aîné d’une dynastie familiale d'artistes peintres, tous spécialistes du paysage. Il y fraye la voie de ses frères Karl Joseph Kuwasseg et Leopold Kuwasseg et de son neveu Charles Euphrasie Kuwasseg.
Après avoir étudié le dessin, Josef Kuwasseg se fixe à Graz où il travaille pour différents entrepreneurs lithographes. Il est aussi chargé de dessiner les nouveaux jardins publics de la colline du château de Graz par le  général Ludwig von Welden. À la fin de sa vie, il devient lui-même éditeur lithographe.
Enfin, il est aussi l’auteur d’écrits théoriques et pédagogiques sur la peinture.

## Œuvres
Josef Kuwasseg s’est spécialisé dans la production de paysages et de vues urbaines. Son style est minutieux et marqué par un fort sens de la topographie et de la lumière. S’il a réalisé quelques huiles, l’essentiel de son œuvre est constitué de lithographies et d’aquarelles. Ses thèmes principaux d’inspiration sont la ville de Graz et la région dont elle est le chef-lieu, la Styrie. Ses réalisations constituent une source historique appréciée sur le visage passé de ces territoires.
Une partie de ses tableaux est exposée au musée de la Neue Galerie à Graz.